# Odległy ląd
Odległy ląd – brytyjski film science-fiction z 1981 roku.

## Fabuła

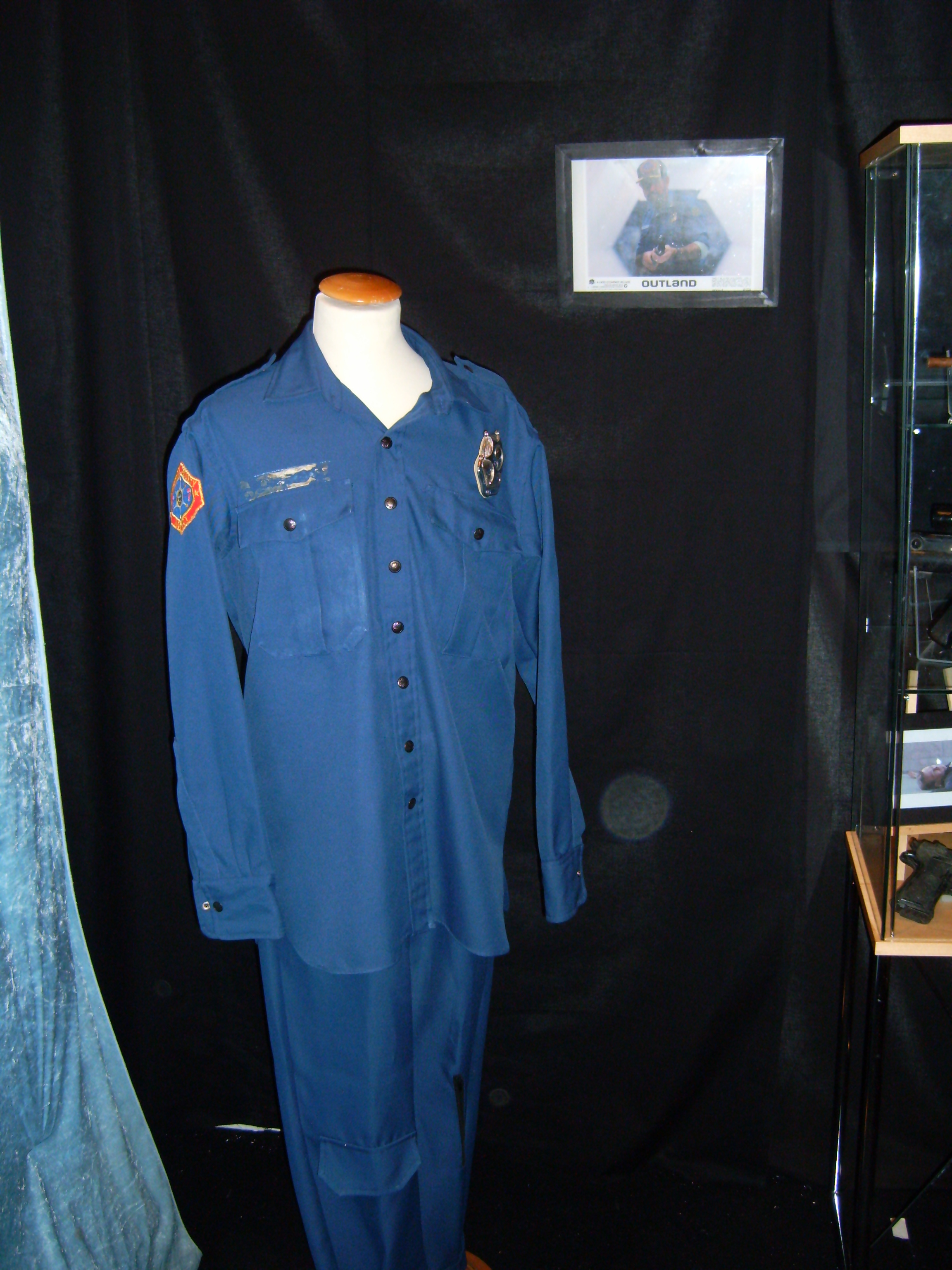
Kostium z filmu

Szeryf O’Niel zostaje wysłany do Io, satelity Jowisza. W osadzie górniczej, gdzie wydobywa się tytan, dochodzi do licznych samobójstw. Kiedy dowiaduje się, że trzy ostatnie ofiary zażywały narkotyk dostarczany przez zarządcę Shepparda, szeryf staje do samotnej walki. Na Jowiszu pojawiają się płatni zabójcy wynajęci przez zarządcę kopalni. Jedynym sojusznikiem szeryfa jest lekarka, dr Lazarus.

## Główne role
- Sean Connery – O’Niel
- Peter Boyle – Sheppard
- Frances Sternhagen – dr Marian Lazarus
- James Sikking – Montone
- Kika Markham – Carol
- Clarke Peters – Ballard
- Steven Berkoff – Sagan
- John Ratzenberger – Tarlow
- Nicholas Barnes – Paul O’Niel
- Manning Redwood – Lowell
- Angelique Rockas – serwisantka

## Nagrody i nominacje
Oscary za rok 1981
- Najlepszy dźwięk – John Wilkinson, Robert W. Glass Jr., Robert Thirlwell, Robin Gregory (nominacja)